# Schmidtova korekční deska
Korekční čočka nebo korekční deska je skleněná deska s jednou plochou rovnou a druhou speciálně vybroušenou. Tvoří hlavní část Schmidtova dalekohledu. Odstraňuje (chyby) kulového zrcadla. Navrhl ji německý optik Bernhard Schmidt.